# Cymindis planipennis
Cymindis planipennis är en skalbaggsart som beskrevs av Leconte. Cymindis planipennis ingår i släktet Cymindis och familjen jordlöpare. Inga underarter finns listade i Catalogue of Life.